# تمن
التمني في لغة العرب هو تمني حصول شيء مثل محبة شخص أو مجيئ شخص، وهذا لا يختصر على كلمة (ليت) بل يتضمن كلمتي (لعل، وعسى) وأمثلة التمني كثير، كقوله تعالى «يا ليتني اتخذت مع الرسول سبيلا» وقوله تعالى «يا ويلتى ليتني لم أتخذ فلانا خليلا».
خرج أداة التمني «ليت» عن معناها لمعنى آخر بل قد يأتي التمني بغير أداته وعندما وردت أدوات أخرى غير «ليت» في التمني درسها البلاغيون ووجدوا فيها فروقا دقيقة وأغراضا بلاغية ومن ذلك:-
- التمني بـ «هل» قال تعالى:«فهل لنا من شفعاء فيشفعوا لنا» فهذا وإن أفاد معنى «ليت» إلا أنه لما جاء على طريق الاستفهام وهو مما يستعمل في الأمور الممكنة أضفى على المتمنى صورة الممكن فالكفار لا يظنون الخلاص لكن عبارتهم دلت على أن حاجتهم إلى شفيع قد غلبت على نفوسهم واشتد تعطفهم بذلك فافترضوا غير الواقع واقعا لينفسوا عن أنفسهم بهذا الأمل المتوهم فالغرض من الاستفهام بـ (هل) هنا هو إبراز المتمنى في صورة المستفهم عنه الذي لا يجزم بانتفائه لإظهار كمال العناية به حتى لا يستطاع الإتيان به إلا في صورة الممكن الذي يطمع في وقوعه

2 – التمني بـ (لو) «وقال الذين اتبعوا لو أن لنا كرة فنتبرأ منهم كما تبرؤوا منا» وقال تعالى «: فلو أن لنا كرة فنكون من المؤمنين» فلو هنا تفيد التمني بدليل نصب الفعل المضارع بأن مضمرة بعد الفاء المسبوقة بها. وذلك لا يكون إلا لإفادتها التمني ولو هنا تزيد المتمني بعدا وتبرز شعور اليأس عندهم. لأنهم قالوا ذلك لما رأوا العذاب وسبقوا إليه.
- التمني بـ (لعل) قال تعالى "لعلي أبلغ الأسباب أسباب السماوات فأطلع إلى إله موسى" على قراءة نصب أطلع الدالة على كون لعل بمعنى «ليت» وهذا يفيد جعل الرجاء تمنيا مما يدل على أن فرعون قد أحس بأن الاطلاع على إله موسى أمر مستبعد. لكن لشدة تطلعه لذلك عبر عنه بأداة تقربه من الوقوع. وقد أخذ السكاكي من استعمال " هل، لو " في التمني أن التقديم في الماضي والتخصيص في المستقبل الناشئين عن " هلا، لولا، لوما " مأخوذ من "هل، لو " وهذا وإن كان فيه دقة إلا أنه يقتضي أن تكون هذه الأدوات متأخرة في الوجود عن " هل، لو " وهذا غير جائز لأن التقديم والتخصيص من المعاني التي يحتاج الإنسان للتعبير عنها جنبا إلى جنب مع تعبيره عن التمني والاستفهام ومن ثم فما ذهب إليه أمر مستبعد.